# Конашевич-Бут, Антон
Антон Конашевич-Бут (период жизни неизвестен) — гетман Войска Запорожского.

## Биография
Антон Конашевич-Бут был впервые упомянут около 1610 года в связи с тем, что он подарил рукописное Евангелие XVI века, которое было украшено драгоценностями одной из чигиринских церквей. На полях этого Евангелия записано, что отцом Антона был мужчина по имени Конош, а матерью женщина по имени Палагия. Так из записей на полях Евангелия можно узнать, что на тот период он был обычным казаком.
Гетманскую булаву Антон Конашевич-Бут получил во время восстания Федроровича, в тот момент, когда некоторые казаки хотели заключить перемирие с коронным гетманом Станиславом Конецпольским. Скорее всего, он стал гетманом во второй половине мая 1630 года. Во время переговоров отказался выдать властям бывшего гетмана Тараса Федоровича. 8 июня [29 мая] 1630 года был лишён гетманской власти во время принятия Переяславского договора. Новым гетманом был избран Тимош Орендаренко, которого подал на эту должность Станислав Конецпольский.
После своего отстранения от власти Конашевич-Бут  собрал войско из нескольких десятков тысяч казаков и вернулся на Запорожскую сечь. Дальнейшая судьба бывшего гетмана неизвестна.